# Sturmabteilung
Sturmabteilung (njem. Jurišni odredi) ili poznatiji samo po skraćenici SA bila je paravojna organizacija unutar Nacističke stranke koja je odigrala ključnu ulogu u dovođenju na vlast Adolfa Hitlera 1930-ih. Na svom vrhuncu SA odredi imali su 3 milijuna ljudi i time bili jedna od najvećih paravojnih organizacija u povijesti. Općenito su bili poznati kao Smeđe košulje zbog odora smeđe boje. Najpoznatiji vođa SA odreda bio je Ernst Röhm. Organizacija je izgubila značaj nakon Hitlerove čistke u Noći dugih noževa 1934. godine.

## Povijest

### Nastanak
Nakon poraza u prvom svjetskom ratu Njemačka je po odredbama mirovnog ugovora smjela držati samo 100 000 vojnika. Stotine tisuća preostalih našli su se na ulicama bez posla. Nacistička stranka koja je tada bila tek u nastajanju trebala je neku vrst privatne zaštite koja bi čuvala njihove političke skupove od komunista koji su ih redovno napadali. Kada je Hitler došao na čelo nacista počeli su u stranku primati bivše vojnike i od njih su napravili paravojni ogranak stranke, SA iliti Sturmabteilung. 

### Rast
Nakon što se SA omasovio počeli su nositi smeđe odore i bili su naoružani lakim pješačkim naoružanjem. Nacistički skupovi su sada bili zaštićeni odredima SA koji su rastjerivali komuniste. Unutar SA je nastao SS kao neka vrst Hitlerove tjelesne straže koja bi kontrolirala vođe sve brojnijih SA odreda. Tijekom velike ekonomske krize tisuće radnika u Njemačkoj su ostali bez posla. Nacistička stranka im je ponudila odore i hranu i oni su počeli masovno pristupati SA. 

### Vrhunac moći
Godine 1933. kada su nacisti došli na vlast u Njemačkoj SA odredi su imali tri milijuna ljudi. Tada im je stavljeno u zadaću predvojnička obuka njemačkih vojnih obveznika. Vođa SA Ernst Röhm se nadao da će SA postati nova njemačka vojska s njime na čelu. Njemački generali nisu bili zadovoljni time jer su oni većinom bili pruski plemići dok je Röhm bio iz građanske obitelji. Po odredbama mirovnog sporazuma na kraju prvog svjetskog rata njemačka vojska, Reichswehr, je smjela imati samo 100.000 ljudi. Njemački generali su željeli povećanje ali većina najboljih profesionalnih vojnika je pristupila SA. Osim toga međunarodna zajednica je pronalazila opravdanje za nedozvoljavanje povećanja Reichswehra zbog toga što je u Njemačkoj postojala milijunska vojna organizacija, SA odredi. Osim toga, neki nacistički dužnosnici su u Röhmu vidjeli suparnika i željeli su njegovo uklanjanje. Oni su Hitleru poduprli lažne dokaze o tome kako Röhm planira izvršiti državni udar i zbaciti Hitlera s vlasti. Tada su SS odredi na čelu s Hitlerom, Himmlerom i Göringom u noći 30. lipnja 1934. uhitili gotovo sve visoke časnike SA odreda i 77 ih je ubijeno. Kao rezultat toga Hitler je dobio podršku generala Reichswehra a SS je postao neovisan o SA s Himmlerom na čelu koji je bio odgovoran jedino Hitleru. Na čelo SA postavljen je Viktor Lutze a uloga SA se sve više minorizirala da bi pred kraj rata i prestali postojati.